# Costanzo Preve
Costanzo Preve (Valenza, 1943 – Torí, 2013) va ser un filòsof, assagista, ensenyant i politòleg italià.

## Biografia
El pare treballava com a funcionari dels ferrocarrils de l'estat, mentre que la seva mare, mestressa de casa, provenia d'una família ortodoxa d'origen armeni. Va estudiar a Torí, on va completar els seus estudis clàssics el 1962. Sota la pressió del seu pare, el 1962 es va matricular a la facultat de dret de la Universitat de Torí. En verificar el seu total desinterès pels estudis legals, el 1963 va decidir traslladar-se a la facultat de ciències polítiques. El juny de 1967 va obtenir el títol, amb una tesi sobre «Temes de les eleccions polítiques italianes del 18 d'abril de 1948».
El 1963 va guanyar una beca a la Universitat de París, on hi va anar amb la intenció de fer estudis filosòfics. Allà va seguir els cursos sobre Friedrich Hegel de Jean Hyppolite. Va assistir als seminaris de Louis Althusser i Jean-Paul Sartre i, sota la direcció de Roger Garaudy i Gilbert Mury, s'apropà a Karl Marx. A París va seguir principalment cursos de filosofia clàssica grega i estudis de germanística i, el 1964, va obtenir una beca per a un semestre d'hivern a la Universitat Lliure de Berlín. El 1965, es va traslladar del departament de germanística al departament de neohel·lenisme i va guanyar una beca per viatjar a Atenes. A la Universitat d'Atenes va estudiar grec clàssic amb Panagis Lekatsas i història contemporània amb Nikos Psyroukhis, que va tenir una gran influència sobre ell. Preparà una tesi doctoral en grec modern sobre el tema: «La il·lustració grega i les seves tendències radicals i revolucionàries. Etnogènesi de la nació grega moderna entre els segles xviii i xix. El problema de la discontinuïtat amb la Grècia clàssica i romana d'Orient».
El 1967 va tornar a Torí i el 1968 va obtenir per concurs l'habilitació per l'ensenyament de secundària en llengua i literatura francesa i en història de la filosofia. El 1970, va guanyar el concurs nacional per a l'ensenyament de la filosofia i la història en els instituts. Professor des de 1967 fins a la jubilació el 2002, durant dos anys (1967-69) va ser professor de francès i anglès, mentre que durant trenta-tres anys (1969-2002) impartí història i filosofia al V Liceo Scientifico de Torí (avui Liceu Alessandro Volta). Va passar els anys de 1967 a 1978 enmig d'una intensa activitat política, incorporant-se primer al Partit Ccomunista Italià (PCI) per a després militar, de 1973 a 1975, en diversos grups de l'esquerra extraparlamentària. En aquests anys, l'activitat filosòfica de Preve se centra en l'intent de conciliar existencialment el comunisme, el marxisme i la filosofia.
El 1978, Gianfranco La Grassa, Maria Turchetto i Augusto Illuminati el van convidar a col·laboracions diverses. Amb ells va fundar el 1982 el Centre d'Estudis del Materialisme Històric de Milà, del qual també n'elaborà el manifest programàtic. En aquest context, i per finançar aquest centre, va publicar el seu primer llibre, La filosofia imperfetta (1984). Aquest text testimonieja la seva adhesió a la proposta filosòfica de l’ontologia de l'ésser social del darrer György Lukács i, indirectament, també la seva separació definitiva de l'escola d'Althusser. Juntament amb Franco Volpi, Maria Turchetto, Augusto Illuminati, Fabio Cioffi, Amedeo Vigorelli i altres va ser fundador de la revista de debat Metamorfosi a Milà el 1980.
Les seves contribucions van des de l'examen de l'operaisme italià de Raniero Panzieri a Mario Tronti i Antonio Negri, fins a l'anàlisi del marxisme dissident en els països de l'òrbita soviètica, la discussió sobre la filosofia de Lukács, la crítica de les ideologies del progrés històric i la investigació sobre l'estat filosòfic de la crítica marxiana de l'economia política. El 1983, va ajudar a organitzar, juntament amb Emilio Agazzi, un congrés internacional dedicat al centenari de la mort de Marx (Milà, desembre de 1983), i va fer una comunicació sobre les categories modals de necessitat i possibilitat en Marx. D'aquesta experiència en nasqué una revista anomenada Marx 101, que es va publicar en les dues dècades següents i de la qual Preve en fou membre del comitè editorial. Al llarg dels anys 1980 va col·laborar amb Democrazia proletaria, òrgan del grup homònim (1976-1991), que més tard es convertiria en el segon component polític i militant del Partit de la Refundació Comunista (PRC).
Va estar afiliat a Democràcia Proletària (1988-1991), formant part de la direcció nacional. En la batalla política entre els partidaris d'una opció ecologista (Mario Capanna) i els neocomunistes, Preve recolzà el segon grup amb una sèrie d’articles. El 1991, quan els membres de Democràcia Proletària i els de l'Associació Cultural Marxista es van fusionar en el Partit de la Refundació Comunista, Preve va abandonar la militància política directa. Entre 1989 i 1994, amb la publicació de vuit volums consecutius publicats per l'editorial Vangelista de Milà, Preve va abordar el seu «últim intent personal de donar coherència a un paradigma filosòfic global marxista». De fet, a partir de la segona meitat de la dècada de 1990, hi va haver una discontinuïtat en la seva producció, optant per l'abandonament de qualsevol «isme» de referència, sortint completament «de l'anomenada esquerra» i dels seus procediments d'«acceptació i cooptació».
Tenint en compte que la globalització nascuda de la implosió de la Unió Soviètica ja no es pot interrogar a través de les categories de dreta i esquerra, sinó que requereix altres categories d'interpretació, Preve també es convertí en un partidari convençut de la necessitat de superar la dicotomia esquerra-dreta. Aquesta posició, compartida per alguns intel·lectuals i moviments internacionals, ha estat criticada per molts, incloent l'escriptor Valerio Evangelisti, que va subratllar la seva ambigüitat ideològica.
Autor i assagista prolífic, va dedicar les seves darreres reflexions a temes com el comunitarisme, la geopolítica, l'universalisme, la qüestió nacional i, per descomptat, dedicà una atenció ininterrompuda a la relació entre filosofia i marxisme. Va morir a Torí el 23 de novembre de 2013. L'Ajuntament de Torí el va honrar destacant el paper de Preve i l'important estímul per al debat cultural i polític que va desenvolupar, el qual va ser rellevant per al desenvolupament polític col·lectiu a Itàlia.

## Pensament
La seva reflexió es diferencia en dos períodes. En el primer període (al voltant de 1975-1991), va intentar oposar-se a la deriva postmoderna seguida per la gran majoria de l'esquerra italiana (en particular per intel·lectuals vinculats al PCI) amb una recuperació dels punts forts de la tradició marxista independent, completament estranya a les interpretacions burocràtiques del marxisme com a ideologia de legitimació de partits i estats (especialment l'últim Lukács, Ernst Bloch i Theodor Adorno). En un segon període, després del final del «socialisme real» (que anomenava el «comunisme històric del nou-cents»), va estar en desacord amb tots els intents de continuïtat/refundació purament política o organitzativa, va treballar en una reconfiguració antropològica general del comunisme, marcant cada vegada més la discontinuïtat teòrica i política amb els conglomerats d'identitat de l'esquerra italiana (PRC, en primer lloc, però també amb l'escola operaista i Toni Negri).
Durant la dècada de 1990, les seves intervencions van aparèixer tant en revistes vinculades a l'esquerra alternativa (L'Ernesto, Bandiera Rossa) com a revistes com Indipendenza i Koiné, on Preve va donar suport a la superació explícita del dualisme dreta/ esquerra, arribant a posicions antitètiques a les del filòsof Norberto Bobbio (amb qui va tenir una relació estreta durant més de vint anys). En els primers anys del nou mil·lenni, va col·laborar amb la revista Comunitarismo i després amb Comunità e Resistenza. Va ser redactor fins a la seva mort de Comunismo e comunitá. Més enllà de les posicions assumides en la conjuntura política, les fonts fonamentals del pensament de Costanzo Preve són la interpretació de la història de la filosofia, l'anàlisi filosòfica del capitalisme i la proposta política d'un comunisme comunitari universalista.

### Interpretació de la història de la filosofia
Rellegint tota la història de la filosofia, especialment occidental, Preve utilitza una deducció social no reduccionista de les categories del pensament, que li permeten discernir la gènesi particular de les idees de la seva validesa universal. De fet, el de Preve és un horitzó obert a la veritat, entesa hegelianament com un procés d’autoconsciència històrica i una síntesi d'ontologia i axiologia, de l'experiència humana en la història. En la seva proposta per a l’ontologia de l’ésser social, reconeix racionalment la naturalesa solidària i comunitària de l’ànima humana i l’autonomia cognitiva de la filosofia, contrastant totes les formes de reduccionisme ideològic nihilista, relativista o partidista. Preve es definí com «un ferm defensor de l'estatut de la filosofia veritable, d’una banda, i un oponent […] decisiu de tot malentès relativista de l’altra».

### Anàlisi filosòfica del capitalisme
Preve entén el capitalisme com un tot econòmic, polític i cultural en totes les seves dimensions. Proposa dividir-ho filosòficament i idealista en tres fases: abstracta (segle XVII-XVIII); dialèctica (de 1789 a 1991) amb una protoburgesia il·lustrada o romàntica; una medioburgesia del 1848 positivista i a partir de 1914 existencialista, i una tardoburgesia de 1968 a 1990 cada vegada més individualista, llibertarista i especulativa (postburgesa i postproletària, a partir de 1991) en la qual el capital es materialitza com a absolut, expandint-se més enllà de les dicotomies anteriors a la dreta econòmicament, políticament al centre i culturalment a l'esquerra.

### Comunisme comunitari
La proposta política de Costanzo Preve va en la direcció d’un comunisme comunitari universalista, entès com una correcció democràtica i humanística del comunisme, ja que l’històric del segle XX hauria estat culpable de no haver compartit la veritat. Preve planteja un sistema social que constitueix una síntesi d’individus alliberats i comunitats solidàries. No és entès com a l'inevitable desenvolupament historicista o positivista d'una història que transcorreria de manera lineal, tampoc no de manera althusseriana, sinó aristotèlica, partint de la resistència a la dissolució de la comunitat provocada per l'acumulació individual de béns. Aquí el problema de la democràcia desitjable ve definit per una base antropològica, apostant pel potencial ontològic de la bondat de l'ànima humana, potencialment políticocomunitària (zόon politikόn), racional i avaluativa de la justa mesura social adequada (zόon lόgon échon) i genèrica, en el sentit marxista (Gattungswesen), que és capaç de construir diferents models de convivència social, incloent-hi aquell en què l’home, afirmant la prioritat ètica i comunitària per contenir els processos econòmics que es despleguen d'una manera il·limitada i inhumana, pot realitzar el seu potencial ontològic immanent i actualment alienat. L’alliberament de l’individu es produiria a partir de l’arrelament comunitari en el qual actua col·lectivament, tot mantenint l’individu en ell mateix la unitat mínima de resistència al poder.

## Obres
- La filosofia imperfetta. Una proposta di ricostruzione del marxismo contemporaneo, Milano, Angeli, 1984.
- La musa di Clio vestita di rosso, in Trasformazione e persistenza. Saggi sulla storicità del capitalismo, Milano, Angeli, 1990. ISBN 978-88-204-3658-2.
- Il filo di Arianna. Quindici lezioni di filosofia marxista, Milano, Vangelista, 1990.
- Il pianeta rosso. Saggio su marxismo e universalismo, Milano, Vangelista, 1992.
- Il tempo della ricerca. Saggio sul moderno, il postmoderno e la fine della storia, Milano, Vangelista, 1993.
- L'eguale libertà. Saggio sulla natura umana, Milano, Vangelista, 1994.
- L'alba del Sessantotto. Una interpretazione filosofica, Pistoia, CRT, 1998. ISBN 88-87296-13-8.
- Marxismo, Filosofia, Verità, Pistoia, CRT, 1998. ISBN 88-87296-14-6.
- Destra e sinistra. La natura inservibile di due categorie tradizionali, Pistoia, CRT, 1998. ISBN 88-87296-24-3.
- La questione nazionale alle soglie del XXI secolo. Note introduttive ad un problema delicato e pieno di pregiudizi, Pistoia, CRT, 1998. ISBN 88-87296-23-5.
- Un secolo di marxismo. Idee e ideologie, Pistoia, CRT, 2003. ISBN 88-88172-29-7..
- Marx inattuale. Eredità e prospettiva, Torino, Bollati Boringhieri, 2004. ISBN 88-339-1511-5.
- Verità filosofica e critica sociale. Religione, filosofia, marxismo, Pistoia, CRT, 2004. ISBN 88-88172-22-X.
- Filosofia del presente. Un mondo alla rovescia da interpretare, Roma, Settimo Sigillo, 2004. ISBN 978-88-6148-141-1
- Elogio del comunitarismo Napoli, Controcorrente, 2006. ISBN 88-89015-50-0.
- Storia critica del marxismo. Dalla nascita di Karl Marx alla dissoluzione del comunismo storico novecentesco, 1818-1991, Napoli, La città del sole, 2007. ISBN 978-88-8292-344-0.
- Il marxismo e la tradizione culturale europea, Pistoia, Petite plaisance, 2009. ISBN 88-7588-024-7.
- Lettera sull'Umanesimo, Pistoia, Petite plaisance, 2012. ISBN 978-88-7588-066-8.
- Lineamenti per una nuova filosofia della storia. La passione dell'anticapitalismo, con Luigi Tedeschi, Saonara, Il Prato, 2013. ISBN 978-88-6336-184-1.